# Mulvia lugens
Mulvia lugens är en insektsart som först beskrevs av Stsl 1855.  Mulvia lugens ingår i släktet Mulvia och familjen Ricaniidae. Inga underarter finns listade i Catalogue of Life.